# Reserva natural Laguna de Tiscapa
La Reserva Natural Laguna de Tiscapa, se ubica en el centro de la ciudad de Managua, capital de Nicaragua a escasos 2 kilómetros de la costa del Lago de Managua o Xolotlán.
Comprende la Loma de Tiscapa y la Laguna de Tiscapa, una laguna de origen volcánico formada hace más de 10000 años
Tiene una forma más o menos circular y se puede considerar como similar a la mayoría de las lagunas existentes en la región del Pacífico de Nicaragua a excepción de la Laguna de Masaya; como todas ellas su origen es volcánico. 
Siendo un área protegida, fue declarada reserva natural el 31 de octubre de 1991. La Reserva es operada por el Ministerio del Ambiente y los Recursos Naturales (MARENA) y es una de 78 áreas protegidas de Nicaragua.
Su ecosistema único, con sus propias características de flora y fauna y su altura, le dan una vista privilegiada del paisaje escénico de Managua, desde donde se observan los edificios más representativos de la ciudad.

## Historia
La formación o constitución hidrográfica de la Laguna de Tiscapa es de origen piroclasto estratificado; formada tras una explosión volcánica que cortó la parte más alta del Volcán Tiscapa o a menudo llamado loma y la falla del mismo nombre que lo atraviesa, seguido de un hundimiento brusco, lo cual dio origen a la formación de una fosa de agua, dando origen a lo que es hoy la laguna. El cráter de la laguna ha sufrido repetidos movimiento de la falla cruzante a lo largo de su historia, hasta alcanzar grandes desplazamientos verticales y horizontales que van entre los 15 a los 50 metros de altura. Entre sus reactivaciones más recientes se han observado durante el terremoto de Managua de 1931 y el terremoto de 1972. A pesar de que la laguna no tiene ningún afluente natural como ríos, si es abastecía de las precipitaciones directas que llegan a la laguna durante la época lluviosa, más el agua pluvial proveniente del cauce interceptor Tiscapa y la alimentación del flujo subterráneo que fluye hacia ella. Hoy en día forma parte del corazón de Managua, con numerosos monumentos a los alrededores de la laguna, como el Mirador Tiscapa, y el Canopy Tour.
Tiscapa es también un lugar histórico, ya que antes del terremoto de 1972 estaba en la orilla norte, la Casa Presidencial, localizada en la colina del mismo nombre, con un gran mirador hacia la laguna. 
Dicho edificio se desplomó parcialmente por el mencionado sismo, pues el terremoto del 31 de marzo de 1931 dejó lesionadas sus bases y estas no fueron reparadas. 
El pequeño parque en esta loma tiene algunos objetos interesantes como el tanque que el dictador italiano Benito Mussolini le regaló a al dictador nicaragüense Anastasio Somoza García. 
Asimismo, el lugar ofrece una linda vista de la ciudad y un canopy que baja desde la colina hasta el pie de la laguna. 
Esta está atravesada de suroeste a noreste por una falla sísmica, que activó el terremoto del 23 de diciembre de 1972, llamada "falla de Tiscapa". Además el viejo centro está atravesado por otras fallas como la "del Estadio", "los bancos", "Chico Pelón" y otras fuera de esa zona como la del "Colegio Americano", "San Judas", "Asogai" y la del "Aeropuerto".

### Origen del nombre
El origen del nombre de la laguna, trasciende desde que los aborígenes la llamaron Uticapa en idioma Náhuatl de Techcath, "piedra de sacrificios"; de atl, "agua" y de pan, "en"; significa "En el agua de la piedra de los sacrificios" y en lengua Mexicana Atexcapa significa "lugar del charco".

## Composición
Actualmente el uso del agua de la laguna no es potable, ya que se encuentra contaminada por desechos tóxicos, además de los desagües que llegan directo a la laguna, por las precipitaciones. No obstante, en 1983, el Prof. Roberto Eckman, asociado con un grupo de alumnos del Instituto Central de Managua, efectuaron investigaciones que arrojaron nuevos datos sobre este popular lugar, descubrieron que en la ladera norte de ésta se encuentran dibujos tallados por antepasados.[cita requerida] También se practicó un análisis del agua, la cual contiene carbonato de calcio 53.6, carbonato de magnesio 54.5, carbonato sódico 192.2, carbonato de sodio 29.5, sulfato sódico 36.5 y  silicio 2.[cita requerida]